# 野马还乡

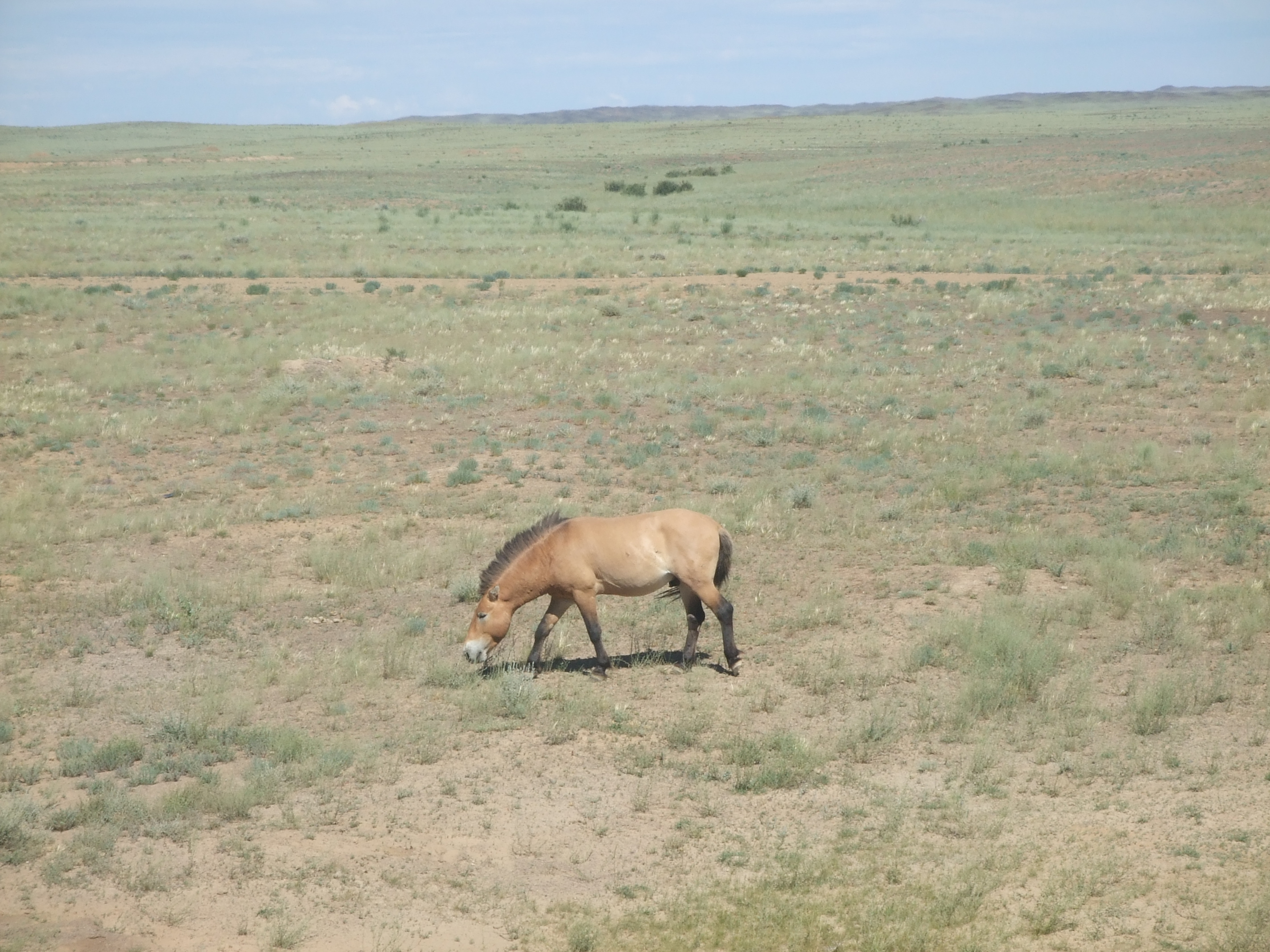
新疆克拉玛依市和沙湾市交界的自然保护区中，有一只正在觅食的野马

野马还乡，又称野马还乡计划，是中国新疆维吾尔自治区人民政府主导、由新疆野马繁殖研究中心负责实施的一项生态恢复工程。

## 背景
1878年，沙俄军官尼古拉·米哈伊洛维奇·普热瓦利斯基率领探险队三次进入准噶尔盆地奇台至巴里坤的丘沙河、滴水泉一带捕获、采集野马标本，并于1881年由沙俄学者波利亚科夫正式定名为“普氏野马”。1920年之后，俄国、德国和英国商人多次在中国新疆和蒙古西部捕捉普氏野马。在1957年之后，中国再也没有发现野马的确凿证据。1974年、1981年、1982年，中国科学院、新疆大学组织考察队在准噶尔荒漠、乌伦古河等地考察，均未能找到野马踪迹。

## 工程
1986年8月14日，中华人民共和国林业部和新疆维吾尔自治区人民政府组建野马繁殖中心，同年向英国、德国等国引进18批野马，开始进行野马还乡工程。
1988年3月8日，英国父本、德国母本的准噶尔1号野马诞生，标志着野马可以适应中国环境。1992年准噶尔1号顺利产下小马驹，标志渡过子一代繁殖。1995年，子一代繁殖成功产出子二代野马。2000年5月14日，准噶尔1号因难产去世。中央电视台《东方时空·纪事》栏目播出《野马之死》记录此事，引发了舆论关注。会诊专家对于准噶尔1号进行尸检，并判断其难产主要原因是长期圈养活动产地狭小等。
国家林业局对此明确加紧了野马野化训练计划。2001年8月28日，新疆野马繁殖研究中心开始进行首次驯化，野马的野外活动能力及身体结构产生明显优化。2004年，第二批放野计划实施。基于普氏野马野放项目实施，2005年，伦敦动物学会向世界自然保护联盟提出申请，将普氏野马在世界自然保护联盟濒危物种红色名录中的保护状态由原来的野外灭绝更换为濒危。2008年，世界自然与自然保护联盟正式更改登记。
2005年，准东煤电煤化工程开始勘探。2006年至2010年，新疆维吾尔自治区人民政府将卡拉麦里保护区的一部分陆续分批调给准东煤电煤化工程，此举阻碍了野生动物的迁徙，并爆发了多起普氏野马被撞死的事件。2015年2月16日、4月17日，自然保护区面积不断调减。7月25日之后，中共中央政治局委员、自治区党委书记张春贤到阿勒泰地区调研，强调了野生动物保护的政策。7月28日，环保部组织中国科学院动物研究所、中国科学院新疆生态与地理研究所、北京大学等专家对卡拉麦里保护区进行调研，促使新疆自治区政府取消了4月的第六次调减卡拉麦里保护区面积的决定。
与此同时，甘肃省创办武威濒危动物繁殖研究中心、敦煌西湖国家级自然保护区，引进饲养普氏野马。并在2010年8月25日，开始将普氏野马放回敦煌西湖。2021年9月18日，新疆野马繁殖研究中心的6匹普氏野马送往内蒙古大青山国家级自然保护区进行放归。10月6日，新疆启动第17批普氏野马放归工作，18匹普氏野马从新疆野马繁殖研究中心转运至新疆卡拉麦里山有蹄类野生动物自然保护区。